# パトリカ・ダーボ
パトリカ・ダーボ（Patrika Darbo,  1948年4月6日 - ）は、アメリカ合衆国の女優である。

## 来歴
1946年、フロリダ州ジャクソンビルに生まれる。母親はレストランのウェイトレスで、父親はナイトクラブのマネージャーだった。その後、ジョージア州のアトランタで育ち、ジョージア・サザン大学へ進学した。同時に同州にある演劇学校で演技も学び始め、大学卒業後に女優としてのキャリアをスタートさせた。1983年あたりからテレビドラマの端役として出演し始めると同時に、舞台でキャリアを積んだ。
1988年にはキアヌ・リーブスら出演の『ミッドナイトをぶっとばせ!』で映画デビュー。1991年にはジョー・ダンテ監督の『グレムリン2 新・種・誕・生』で登場するヨーグルトショップの店員なども演じている。その後も順調にキャリアを重ね、1999年からはテレビドラマシリーズ『デイズ・オブ・アワ・ライブス』のレギュラーキャストとして出演した。同作品では、その演技力が高く評価され、2000年のデイタイム・エミー賞におけるテレビドラマ部門の最優秀助演女優賞へノミネートされている

## 出演作品

### 映画
- ミッドナイトをぶっとばせ! The Night Before (1988)
- It Takes Two (1988)
- メイフィールドの怪人たち The 'Burbs (1989)
- ガールスカウト・ビバリーヒルズ版 Troop Beverly Hills (1989)
- ハロウィン・インベーダー/火星人襲来!? Spaced Invaders (1990)
- 家族狂想曲 Daddy's Dyin'... Who's Got the Will? (1990)
- グレムリン2 新・種・誕・生 Gremlins 2 The New Batch (1990)
- ゴースト・パパ Ghost Dad (1990)
- ナイトメアン ～子供たちの百物語～ The Willies (1990)
- あぶない週末 Dutch (1991)
- フォーエバー・ロード Leaving Normal (1992)
- The Vagrant (1992)
- ザ・シークレット・サービス In the Line of Fire (1993)
- Arly Hanks (1993)
- Secret Sins of the Father (1994) ※テレビ映画
- コリーナ、コリーナ Corrina, Corrina (1994)
- Roseanne and Tom: Behind the Scenes (1994) ※テレビ映画
- The Last Chance Detectives: Mystery Lights of Navajo Mesa (1994) ※テレビ映画
- ベイブ Babe (1995) ※声の出演
- ブロークン・マネー Fast Money (1996)
- パーフェクト・ファミリー House Arrest (1996)
- スピード2 Speed 2: Cruise Control (1997)
- 真夜中のサバナ Midnight in the Garden of Good and Evil (1997)
- Durango Kids (1999)
- マッドハウス Madhouse (2004)
- Mr.&Mrs. スミス Mr. & Mrs. Smith (2005)
- Carpool Guy (2005)
- HATCHET/ハチェット Hatchet (2006)
- 理想の彼女と3日間で恋に落ちる方法 Moving McAllister (2007)
- チャーリー・ウィルソンズ・ウォー Charlie Wilson's War (2007)
- The Search for Santa Paws (2010) ※ビデオ作品
- ランゴ Rango (2010) ※声の出演
- Life at the Resort (2011)
- アドベンチャーズ 謎の古代兵器と3つの神話 The Adventures of Mickey Matson and the Copperhead Treasure (2012)
- ルーズ・ユアセルフ Lose Yourself (2012) ※ビデオ作品
- ポルノメーカー My Trip Back to the Dark Side (2014)
- ミッキーのゲーム 世界停止へのカウントダウン Pirate's Code: The Adventures of Mickey Matson (2014)

### テレビドラマ
- The Optimist (1983)
- リップタイド探偵24時 Riptide (1984)
- アーノルド坊やは人気者 Different Strokes (1984)
- ミラクル・エスパーズ! Misfits of Science (1985)
- 愉快なシーバー家 Growing Pains (1987 - 1990)
- Punky Brewster (1988)
- 特捜隊アダム12 The New Adam-12 (1990)
- ロザンヌ Roseanne (1990)
- Saved by the Bell (1990)
- サンタバーバラ Santa Barbara (1990)
- となりのサインフェルド Seinfeld (1991, 1993)
- Step by Step (1991 - 1992)
- Johnny Bago (1993)
- 新スーパーマン Lois & Clark: The New Adventures of Superman (1993)
- Married with Children (1993)
- ザ・クライアント The Client (1996)
- L.A. Doctors (1998)
- デイズ・オブ・アワ・ライブス Days of Our Lives (1999 - 2013)
- ギルモア・ガールズ Gilmore Girls (2002)
- ロドニー Rodney (2005)
- ウェディング・ベル The Wedding Bells (2007)
- アンファビュラス Unfabulous (2007)
- デスパレートな妻たち Desperate Housewives (2009, 2012)
- デクスター 警察官は殺人鬼 Dexter (2010)
- ザ・ミドル 中流家族のフツーの幸せ The Middle (2011)
- Devious Maids (2013)
- Mystery Girls (2014)
- The Bay (2014)
- Acting Dead (2014)